# デレック・ウルフ
デレック・ウルフ（Derek Wolfe 1990年2月24日- ）はオハイオ州リスボン出身の元アメリカンフットボール選手。現役時代のポジションはディフェンシブエンド。

## 経歴
地元のオハイオ州リスボンの高校からシンシナティ大学へ進学した。2008年から2011年までの4年間で162タックル（37ロスタックル）、19.5サックをあげた。大学4年次の2011年にはラトガーズ大学のカシーム・グリーンとともにビッグ・イースト・カンファレンスの最優秀守備選手に選ばれた。

### デンバー・ブロンコス
2012年のNFLドラフト2巡でデンバー・ブロンコスに指名された。8月9日のプレシーズンゲーム第1週、シカゴ・ベアーズ戦で2サックをあげた。1年目の2012年、40タックル及びボン・ミラー、エルビス・デューマービルに続くチーム3位の6サックをあげた。
2013年8月17日のシアトル・シーホークスとのプレシーズンゲームで頭部を強打して起き上がれなくなり、救急車で運ばれた。第13週のカンザスシティ・チーフス戦へ向けてデンバー国際空港へ移動中のバスの中で具合が悪くなり、遠征への同行を取りやめた。その後12月2日に病院から退院した。AFCチャンピオンシップゲーム前の1月14日に故障者リスト入りしてシーズンを終えた。この年チームは第48回スーパーボウルに出場したが、シアトル・シーホークスに敗れた。
2015年、運動能力強化薬物（PED）違反で、開幕から4試合の出場停止処分を受けたが、チームは第50回スーパーボウルに出場しカロライナ・パンサーズを24-10で破った。この試合で彼は5タックル、0.5サックをあげた。スーパーボウル直前の2016年1月15日、4年3670万ドルの契約延長を果たした。
2017年12月5日、首の負傷で故障者リスト入りした。
2019年、12月にひじの故障で故障者リスト入りした。その年12試合に出場し7サックをあげた。

### ボルチモア・レイブンズ
2020年3月、マイケル・ブロッカーズがフリーエージェントでロサンゼルス・ラムズに去ったボルチモア・レイブンズと1年300万ドルで契約を結んだ。
2021年シーズン開幕前に契約を延長させたが、このシーズンは怪我で試合出場がなかった。オフにリリースとなった。
2022年7月29日に現役引退を表明した。